# Andy (zespół muzyczny)
Andy – polski kobiecy zespół rockowy, założony w roku 2001. Współpracował z takimi rockowymi grupami jak – T.Love, Myslovitz, Cool Kids of Death, czy Komety.

## Historia zespołu
Grupa została założona przez cztery dziewczyny pochodzące z czterech różnych miast. Na ogłoszenie zamieszczone przez Annę Dziewit na jednym z muzycznych portali odpowiedziały Katarzyna Krawczyk (perkusja) i Bożena Pająk (gitara). Po paru miesiącach korespondencji spotkały się w Krakowie i zdecydowały, że chociaż nie mają większego pojęcia o robieniu muzyki – muszą razem założyć zespół. Nadały mu nazwę ANDY, na cześć Andy’ego Bella – wokalisty brytyjskiego zespołu Ride, istniejącego pod koniec lat 80. i w pierwszej połowie lat 90.. Kilka tygodni później dołączyła do nich grająca na basie Anna Gąsior, którą później zastąpiła licealna przyjaciółka Katarzyny Krawczyk – Joanna Hedemann.
Remiks utworu „Mnie już nigdy” z debiutanckiego LP 11 piosenek został wykorzystany jako ścieżka dźwiękowa w czołówce programu Drugie śniadanie mistrzów emitowanym na antenie TVN24[niewiarygodne źródło?].

## Skład
- Anna Dziewit-Meller – wokal i gitara
- Bożena Pająk – gitara i wokal
- Joanna Hedemann – bas
- Katarzyna Krawczyk – klawisze
- Joanna „Fela” Felczak – perkusja

### Byłe członkinie
- Anna Gasior – bas

## Twórczość
Zespół ANDY zadebiutował w 2002 koncertem w klubie Socland w Krakowie-Nowej Hucie. W lutym 2003 wygrał przegląd zespołów młodzieżowych w Mysłowicach. Towarzyszył podczas koncertów występom Cool Kids of Death, Myslovitz, T.Love i Komety. Zagrał na festiwalach Koniec Zimy Stulecia w   Łodzi i Miasto Kobiet w Warszawie, dał także koncerty w licznych klubach całej Polski, m.in. Krakowie (Pod Jaszczurami), Warszawie (Proxima. Stodoła), Białymstoku, Katowicach (Mega Club), Łodzi, Poznaniu. Swoje piosenki prezentowały także na licznych koncertach zagranicznych – m.in. podczas Modern Music Festival w Kantonie w Chinach, na koncertach w Stuttgarcie, Budapeszcie i Berlinie oraz na Alter/Vision Festival w Tbilisi.  W 2007 grupa wystąpiła na Open’er Festival (na Young Talents Stage).
Od początku istnienia ANDY, członkinie zapraszane były również do udziału w przedsięwzięciach literackich i filmowych (m.in. projekt „Broniewski” warszawskiej galerii Raster, czy film „The River” autorstwa Wilhelma Sasnala). 13 listopada 2009 roku ukazał się debiutancki album ANDY 11 piosenek. Członkinie zespołu są autorkami wszystkich kompozycji, które znalazły się na krążku. Teksty napisane zostały przez Annę Dziewit oraz Katarzynę Krawczyk. Płyta znalazła uznanie wśród krytyków. Bartek Kot na portalu onet.pl nazwał ją "jedną z najfajniejszych historii, jakie przydarzyły się polskiej muzyce w minionym roku". Mirosław Pęczak w tygodniku Polityka zauważył, że "mieszanka melodyjnego hałasu i literackiej wrażliwości robi wrażenie niebywałe". Piotr Kowalczyk na portalu interia.pl zauważył natomiast "talent do układania niezłych melodii" oraz bardzo dobrą pracę producenta - Mariusza Szypury, ale zarzucił też "brak różnorodności rytmicznej i schematyzm rozwiązań", a sam debiut uznał za spóźniony.
Grupa inspirowała się gitarowym brzmieniem brytyjskich zespołów z lat 80 i 90. Zdaniem Radosława Rabiańskiego jej kompozycje charakteryzowały się "zadziornym" brzmieniem gitar, "ostrą" perkusją i bardzo melodyjnymi liniami wokalnymi.

## Dyskografia

### Albumy studyjne
- 11 piosenek (2009)

### Single
- „Nic z tego nie będzie”
- „Fajki i alkohol”

## Teledyski
- „Nic z tego nie będzie”
- „Fajki i alkohol”